# Třída Walchensee (typ 703)
Třída Walchensee (typ 703) je třída pobřežních tankerů německého námořnictva. Celkem byly postaveny čtyři jednotky této třídy.

## Stavba
Celkem byly loděnicí Lindenau-Werft v Kielu postaveny čtyři jednotky této třídy, které byly přijaty do služby v letech 1965–1967.
Jednotky třídy Walchensee:
| Jméno               | Spuštěna | Vstup do služby | Status                                   |
| ------------------- | -------- | --------------- | ---------------------------------------- |
| Walchensee (A 1424) | 1965     | 29. června 1966 | vyřazen 2001, prodán civilnímu uživateli |
| Ammersee (A 1425)   | 1966     | 2. března 1967  | aktivní                                  |
| Tegernsee (A 1426)  | 1966     | 23. března 1967 | aktivní                                  |
| Westensee (A 1427)  | 1967     | 6. října 1967   | vyřazen 2003, sešrotován                 |

## Konstrukce
Plavidla pojmou 1100 tun paliva a 60 tun pitné vody. Pohonný systém tvoří dva diesely o výkonu 1010 kW. Nejvyšší rychlost dosahuje 12,5 uzlu.